# باسيج (الفلبين)
باسيج هي مدينة عالية التحضر، في الفلبين، تتبع مانيلا (حاضرة)، بلغ عدد سكانها 669,773  نسمة في 2010، تبلغ مساحتها 31.00 كيلومتر مربع، رمزها البريدي هو 1600–1612.

## الموقع
تشترك في الحدود مع:
- كيزون
- Taytay, Rizal [الإنجليزية]‏.

## أعلام
- أتوي كو
- ريكو يان
- أبرا
- فرنسيس ادريانو
- جوفيتو سالونغا
- ليوبولدو سالسيدو
- ريناتو كورونا
- جيدو بابيلونيا
- هيلينا بيلمونت
- سوزان فرنانديز